# هربرت إل. أوسغود
هربرت إل. أوسغود (بالإنجليزية: Herbert L. Osgood)‏ هو مؤرخ أمريكي، ولد في 1855 في كانتون في الولايات المتحدة، وتوفي في 1918 في نيويورك في الولايات المتحدة.